# Cecil Foljambe, 1:e earl av Liverpool
Cecil George Saville Foljambe, 1:e earl av Liverpool, född den 7 november 1846, död den 23 mars 1907, var en brittisk liberal politiker. Han var dotterson till Charles Jenkinson, 3:e earl av Liverpool och far till Arthur Foljambe, 2:e earl av Liverpool.
År 1880 valdes Foljambe in i underhuset. År 1893 övergick han till överhuset som baron Hawkesbury. Det var en titel som hans morfar hade haft. Han blev samtidigt inpiskare för regeringen under lord Rosebery, som avgick 1895. När liberalerna återkom till makten 1905 under sir Henry Campbell-Bannerman blev han Lord Steward of the Household. Några dagar senare upphöjdes han till viscount Hawkesbury och earl av Liverpool. Han inträdde i Privy Council 1906 och stannade kvar i ministären till sin död vid 60 års ålder.